# Allgäu (Schiff)
Das Motorschiff Allgäu war das erste dieselbetriebene Großschiff auf dem Bodensee. Die Indienststellung fand am 14. August 1929 statt. Nach Tonnage war es bis 2008 das größte Fahrgastschiff auf dem See.

## Vorgeschichte
Bereits vor den 1920er Jahren wurde der Dieselantrieb auf dem Bodensee eingesetzt. Zuerst bei Lastschiffen, dann bei kleineren gedeckten Motorbooten, die durch regionale private Personenschifffahrtsunternehmen von anderen Gewässern zugekauft worden waren. Die Deutschen Reichseisenbahnen stellten 1920 drei erste Motorboote für 25 bis 60 Personen in Dienst. 1925/26 wurden von der neuen Bodan-Werft in Kressbronn zuerst zwei kleinere Motorschiffe und 1927/28 die ersten beiden mittleren (300 Fahrgäste) Motorschiffe für die Deutsche Reichsbahn gebaut: die Schwesterschiffe Höri/Überlingen und Mainau. Das erste große Motorschiff auf dem Bodensee war 1928 die für 700 Fahrgäste ausgelegte Österreich; das entspricht der Passagierkapazität des modernen Schiffs Graf Zeppelin (Bj. 1989).
Nach dem Raddampfschiff Hohentwiel in 1913 war 16 Jahre lang kein großes Passagierschiff mehr in Dienst gestellt worden. Inzwischen hatten sich die Anforderungen an die Schiffe grundlegend verändert: Der Gütertransport und Bedarfsverkehr hatten an Bedeutung verloren, während durch den zunehmenden Fremdenverkehr im Sommerhalbjahr die Passagierzahl bei Kurs- und Sonderfahrten stark angestiegen war. Das erforderte große Schiffsneubauten für mindestens 1.000 Fahrgäste. Dabei stand die Deutsche Reichsbahn vor der grundsätzlichen Entscheidung zwischen dem bewährten Antrieb mit Dampfmaschine und Schaufelrädern oder  dem modernen aber noch nicht ganz ausgereiften Dieselantrieb mit Doppelschrauben. Dazu wurden umfangreiche Versuchsreihen durchgeführt. Mit zwei größenmäßig vergleichbaren Großsalonschiffen mit alternativen Antrieben sollten im Einsatz auf dem Bodensee praktische Erfahrungen gewonnen werden.
1927 gab die Deutsche Reichsbahn zwei neue große Passagierschiffe mit einer Kapazität von jeweils 1.000 Personen in Auftrag. Für den Heimathafen Konstanz wurde das letzte Dampfschiff des Bodensees, die Stadt Überlingen, gebaut. In Lindau hatte man bereits einige Erfahrung mit Dieselantrieben, deshalb wurde für Lindau das Motorschiff Allgäu in Auftrag gegeben. Die lange Vorheizzeit von bis zu 16 Stunden, bis ein Dampfschiff den notwendigen Betriebsdruck von 10 bis 12 Atmosphären erreicht hatte und einsatzfähig war, führte dann letztlich zur Entscheidung für große Motorschiffe, die, wie damals die Allgäu, innerhalb von nur zwei Stunden betriebsbereit waren.

## 1929–1945
Die Allgäu wurde als Zweideckschiff mit einem Zweischraubenantrieb gebaut. Durch den für die Zeit und die Region ungewohnten Antrieb wurde die Allgäu als schwer zu manövrieren empfunden und wurde deshalb vorwiegend für Sonderfahrten eingesetzt. Bereits 1935 wurde sie zu einem Dreideckschiff umgebaut, womit die Kapazität auf 1.500 Passagiere stieg. Ihre Gesamtverdrängung von 480 Tonnen erhöhte sich auf einen Wert, der auf dem Bodensee erst 2008 von der annähernd doppelt so schweren Sonnenkönigin überboten wurde. Die Allgäu war vor der Zeit des Zweiten Weltkriegs das Flaggschiff der KdF-Bodensee-Flotte. Ihre Größe und das am Bodensee ungewohnte Design mit Kreuzerheck und massig wirkenden komfortablen Aufbauten erinnerte an einen verkleinerten Ozeanliner.
Im Zweiten Weltkrieg wurde die Allgäu nicht eingesetzt. Hauptgrund für die Einstellung der Sonderfahrten und eine radikale Ausdünnung des Kursverkehrs war Treibstoffmangel. Als sich im April 1945 alliierte Streitkräfte dem Bodenseeraum näherten, wurde von der NS-Führung die Versenkung aller Schiffe in Lindau und Bregenz angeordnet. Nach geheimen Verhandlungen zwischen Führungskräften der Deutschen Reichsbahn und der Schifffahrtsinspektion Romanshorn wurden die betroffenen Schiffe, darunter auch die Allgäu, in einer Nacht-und-Nebel-Aktion am 26. April 1945 in die Schweiz überführt und dort interniert. Am 17. Mai wurde das Schiff an die französischen Besatzungstruppen übergeben und nach Lindau zurückgebracht, wo es von den französischen Truppen als Unterkunft genutzt wurde.

## 1945–2002

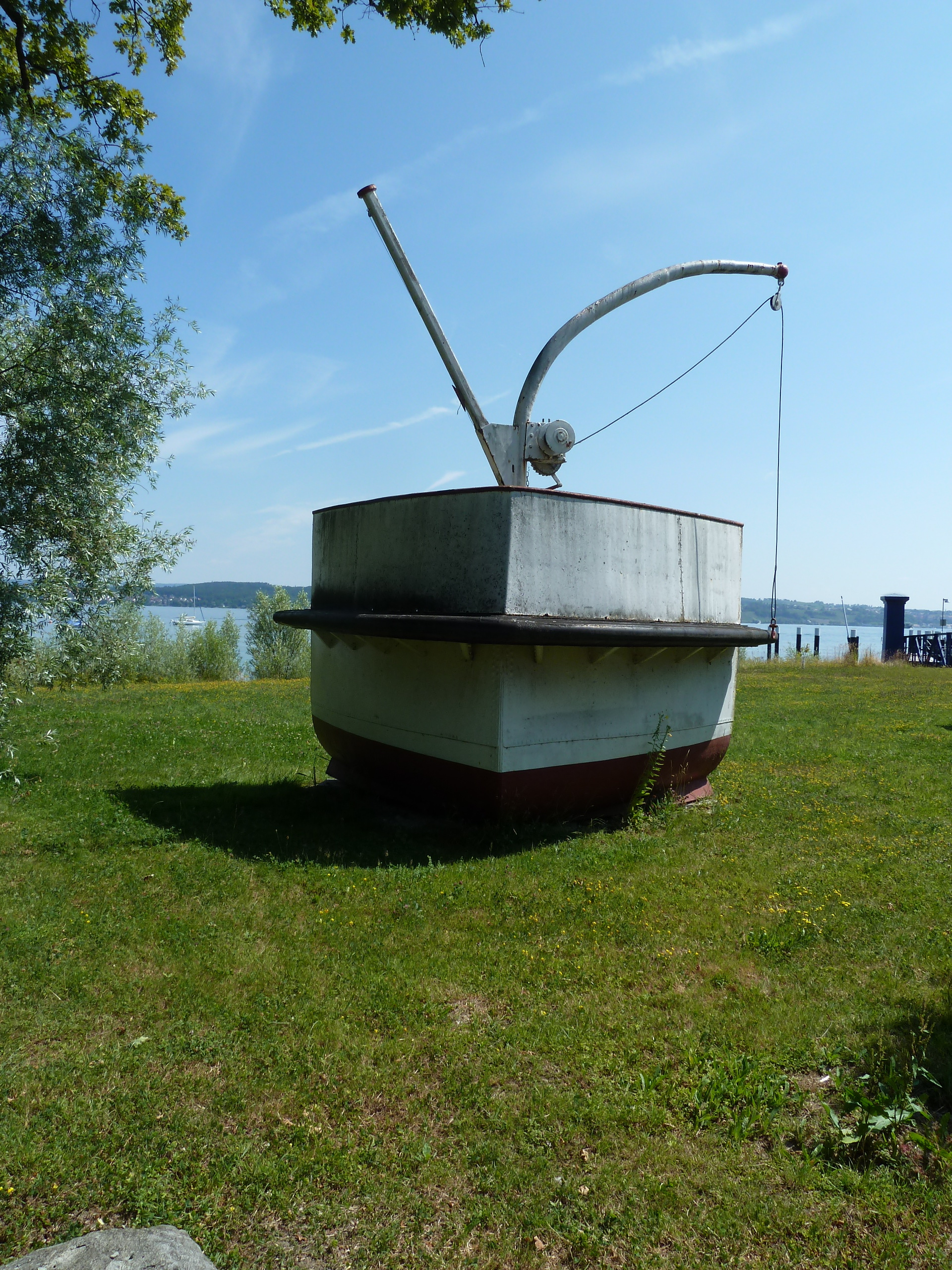
Das Heck der Allgäu in Staad, Juni 2014

Nach der Rückgabe im Jahr 1949 wurde die Allgäu generalsaniert und wieder im Passagierverkehr eingesetzt, zunächst wieder vorwiegend für Sonderfahrten. 1954 erfolgte der Umbau auf Voith-Schneider-Antrieb, was die Manövrierfähigkeit des Schiffs wesentlich verbesserte. Seitdem wurde die Allgäu auch im Kursverkehr eingesetzt. Nach Umbauarbeiten am Aufbau 1973 reduzierte sich die Kapazität des Schiffs auf 1.200 Passagiere, 1981 nochmals auf 1.105. Umstritten war die Demontage des funktionslosen Schornsteins 1972. Erst 1981 verlieh eine Schornsteinattrappe dem Schiff wieder sein „würdiges“ Aussehen.
Ende 1999 lief die Betriebsgenehmigung der Allgäu aus. Die nötige Modernisierung zur Verlängerung der Betriebserlaubnis wurde vom Betreiber aus Kostengründen nicht vorgenommen. Daher hatte die Allgäu 1999 bei der Flottenparade zum 175-jährigen Jubiläum der Bodenseeschifffahrt ihren letzten Einsatz. Nach einer einjährigen Liegezeit im Heimathafen Lindau wurde das Schiff nach Friedrichshafen verlegt, und Ende September 2001 nach Fußach. Dort wurde die 72-jährige Allgäu bis ins Frühjahr 2002 abgewrackt. Den Bug wurde vom Modellschiffbauer Reiner Fügen vor der Verschrottung bewahrt und in seinem Vorgarten in einem Lindauer Stadtteil aufgestellt. Das Heck kann man seit 2011 auf dem Betriebsgelände der Stadtwerke Konstanz in Staad besichtigen, in unmittelbarer Nachbarschaft zur historischen Fähre Konstanz.

## Besonderheiten
Die Allgäu war lange das einzige Bodensee-Motorschiff mit zwei Maschinisten, für jeden Dieselmotor einen. Dabei lief die Kommunikation mit dem Kapitän noch wie auf einem Dampfschiff ab: mit Maschinentelegraf und Sprechrohr. Im Winter schürte bis 1959 ein Heizer die Kohleheizung.